# تل قره ترک (ساریاتن)
تل قره ترک (ساریاتن) در شهرستان‌آباده، جاده بهمن به سمیرم، کنار پل رودخانه ساریا واقع شده و این اثر در تاریخ ۱۲ بهمن ۱۳۸۱ با شمارهٔ ثبت ۷۱۷۲ به‌عنوان یکی از آثار ملی ایران به ثبت رسیده است.